# Miyavizm
Miyavizm (雅-miyavizm-主義) – trzeci album Miyaviego, wydany 1 czerwca 2005 roku. W wersji limitowanej zawiera piosenkę "Shakespeare ni Sasagu" (シェイクスピアに捧ぐ) zamiast utworów 11 i 12.

## Lista utworów
1. Sukkyanen Myv ~Myv Man Koshiki Oenka~ (Zenpen) – 2:25
(好っきゃねんMYV～MYVマン公式応援歌～(前編))
2. Koi wa Push Phone – 3:59
(恋はプッシュホン♪)
3. VIVA VIVA VIVAP -jinsei, naki warai- – 4:13
(ビバ★ビバ★ビバップ～,泣き笑い～)
4. Pop'n'roll koshien (baseball) – 4:17
(ポップンロール甲子園(ベースボール))
5. Aho Matsuri – 3:56
(阿呆祭-アホまつり)
6. Sai sai sainara Bye bye bye/featuring: PSY – 3:07
(さいさいさいならByebyebye, featuring: PSY)
7. Ame ni Utaeba ~Pichi Pichi Chapu Chapu Ran Ran Blues~ – 3:39
(雨に唄えば～ピチピチチャプチャプランランブルース～)
8. Rock'N'Roll Is "not" Dead – 3:31
(ロックンロールは眠らない)
9. Papa Mama ~Nozomarenu Baby~ – 4:03
(♂パパママ♀～望まれヌBaby～)
10. Sukkyanen Myv ~Myv Man Koshiki Oenka~ (Kohen) – 1:58
(好っきゃねんMYV～MYVマン公式応援歌～(後編))
11. Rock no Gyakushuu -Super Star no Jouken- – 3:36 (bonus track)
(ロックの逆襲–スーパースターの条件–)
12. Freedom Fighters -Ice Cream Motta Hadashi no Megami to, Kikan Juu Motta Hadaka no Ousama- – 4:53 (bonus track)
(Freedom Fighters–アイスクリーム持った裸足の女神と、機関銃持った裸の王様–)